# Apoptotic Protease-activating Factor 1
Apaf-1 ist ein Protein, welches eine Rolle bei der Einleitung des programmierten Zelltods (Apoptose) spielt.

## Eigenschaften
Beim intrinsischen oder mitochondrialen Weg der Apoptose kommt es durch Stresssignale zur Inaktivierung des Proteins Bcl-2. Durch die Inaktivierung dieses anti-apoptotischen Faktors kommt es zur Apoptose.
Aktives Bcl-2 verhindert nämlich die Anlagerung eines Dimers der Proteine Bak und Bax an die Mitochondrienaußenmembran. Durch die Inaktivierung von Bcl-2 lagert sich das Bak-Bax-Dimer an die Mitochondrienaußenmembran an und es kommt zur Bildung einer Pore in der äußeren Mitochondrienmembran. Durch diese Porenbildung gelangt Cytochrom c aus dem Mitochondrium ins Zytosol. Diese Lokalisation des Cytochrom c im nichtursprünglichen Ort ist ein Apoptosesignal, denn das Cytochrom c bindet im Zytosol an Apaf-1. Durch die Bindung von Cytochrom c an Apaf-1 entsteht das Apoptosom („The wheel of death“). Das Apoptosom aktiviert die Initiator-Caspase Pro-Caspase 9, die dann autokatalytisch sich selbst spaltet und anschließend weitere Caspasen durch Spaltung aktiviert. Durch die Caspase-Kaskade wird der Abbau der Proteine eingeleitet.
Apaf-1 bindet an APIP, BCL2-like 1 Caspase-9, HSPA4, und NLRP1.
Apaf-1 wird in allen Zelltypen gebildet. Am meisten wird es in der erwachsenen Milz und in peripheren Leukozyten gebildet sowie im fötalen Gehirn, Niere und Lunge. Die Isoform 1 wird im Herzen gebildet. Isoform 6 aktiviert die Pro-Caspase 9 schwächer.
Strukturell enthält Apaf-1 eine CARD-Domäne mit einem greek key aus sechs Helices, eine Rossman-Faltung zur Bindung von Nukleotiden, gefolgt von einem kurzen helikalen Strukturmotiv und einer winged-helix-Proteindomäne. Apaf-1 ist das Homolog von ced-4 aus Caenorhabditis elegans.